# Martin Arz
Martin Arz (né le 3 juillet 1963 à Wurtzbourg) est un écrivain et peintre allemand.

## Biographie
Après son abitur, Martin Arz étudie pendant un an à l'université de Wurtzbourg l'histoire de l'art, les cultures folkloriques et la préhistoire. En 1983, il vient à l'université Louis-et-Maximilien de Munich étudier le théâtre, l'ethnologie et la pratique de l'art. Pendant ses études, Arz écrit pour le Süddeutsche Zeitung Magazin et participe à des expositions. Il travaille ensuite comme consultant en relations publiques pour McDonald's avant de se consacrer à son œuvre.
Arz est d'abord influencé par le pop art et la Nouvelle Objectivité. Il devient ensuite plus réaliste dans des peintures plus colorées.
En tant qu'écrivain, il publie son premier roman policier en 1999. Ses livres se déroulent souvent à Glockenbachviertel et dans la communauté homosexuelle.

## Œuvres

### Romans policiers

#### Felix
- Es ist hingerichtet, Bruno Gmünder Verlag, Berlin, 1999,  (ISBN 3-86187-411-3).
- Sieben Tuben Leichenblut, Bruno Gmünder Verlag, Berlin, 2000,  (ISBN 3-86187-412-1).
- Mords Rummel, Bruno Gmünder Verlag, Berlin, 2000,  (ISBN 3-86187-414-8).
- Tod eines Luders, Bruno Gmünder Verlag, Berlin, 2004,  (ISBN 3-86187-594-2).

#### Max Pfeffer
- Das geschenkte Mädchen, Leda Verlag, Leer, 2004,  (ISBN 3-93492-742-4).
- Reine Nervensache, Leda Verlag, Leer, 2005,  (ISBN 3-934927-62-9).
- Die Knochennäherin, Querverlag, 2009,  (ISBN 3-89656-167-7).
- Pechwinkel, Hirschkäfer Verlag, 2011,  (ISBN 978-3-940839-18-3).
- Westend17, Hirschkäfer Verlag 2014,  (ISBN 978-3940839-33-6).

### Essais
- Die Isarvorstadt, Gärtnerplatz-, Glockenbach- und Schlachthofviertel, Hirschkäfer Verlag, Munich, 2008,  (ISBN 978-3-940839-00-8).
- Die Maxvorstadt, Die unbekannte Schöne (Co-Autor: Ulrich Schall), Hirschkäfer Verlag, Munich, 2008,  (ISBN 978-3-940839-01-5).
- Giesing, Hirschkäfer Verlag, Munich, 2014,  (ISBN 978-3-940839-36-7).

## Crédit d’auteurs
- (de) Cet article est partiellement ou en totalité issu de l’article de Wikipédia en allemand intitulé « Martin Arz » (voir la liste des auteurs).